# Мария Доротея Вюртембергска
Мария Доротея Луиза Вилхелмина Каролина Вюртембергска (на немски: Maria Dorothea Prinzessin von Württemberg (Maria Dorothea Luise Wilhelmine Karoline von Württemberg; * 1 ноември 1797, Карлсруе (днес Покой), Силезия; † 30 март 1855, Будапеща, Унгария) е принцеса от Кралство Вюртемберг и чрез женитба ерцхерцогиня на Австрия и палатинка на Унгария.

## Биография
Тя е дъщеря на принц Лудвиг Фридрих Александер фон Вюртемберг-Тек (1756 – 1817) и втората му съпруга Хенриета фон Насау-Вайлбург (1780–1857), дъщеря на княз Карл Кристиан.
Мария Доротея се омъжва на 24 август 1819 г. в Кирххайм за ерцхерцог Йозеф Антон Йохан Австрийски (1776 – 1847) от династията Хабсбург-Лотаринги, палатин на Унгария. Той е седмият син на император Леополд II. Тя е третата му съпруга и те резидират в двореца на Офен.
През 1819 г. ерцхерцогиня Мария Доротея въвежда коледната елха в Унгария. След смъртта на нейния съпруг през 1847 г. тя и децата ѝ трябва да напуснат Унгария и да отидат във Виена.

## Деца
Мария Доротея и Йозеф Антон Йохан Австрийски имат пет деца:
- Франциска Мария Елизабет (*/† 1820)
- Александер (1825 – 1837)
- Елизабет (1831 – 1903)

∞ 1847 ерцхерцог Фердинанд Карл Австрийски-Есте (1821 – 1849)
∞ 1854 Карл Фердинанд Австрийски (1818 – 1874)
- Йозеф Карл Лудвиг (1833 – 1905)

∞ 1864 Клотилда от Саксония-Кобург и Гота (1846 – 1927), сестра на българския цар Фердинанд I
- Мария Хенриета (1836 – 1902)

∞ 1853 крал Леополд II от Белгия (1835 – 1909)

## Галерия
- Мария Доротея фон Вюртемберг, 1818
- Мария Доротея фон Вюртемберг, 1846